# Los Molles (San Javier)
Los Molles es una localidad argentina ubicada en el municipio de Villa de Las Rosas, Departamento San Javier, Provincia de Córdoba.
Se encuentra 4 km al Sudeste de la cabecera municipal, al pie del cerro Champaquí. Atravesado por varias acequias de riego, es uno de los parajes más fértiles de la zona, no obstante existen dudas sobre la capacidad de la red de acequias para absorber una mayor población. También se destaca por su producción de artesanías y población de músicos, en general está habitada por personas que han llegado desde otros parajes cautivados por el paisaje.
Entre sus atractivos se encuentra la finca San Ramom (incluida en los caminos del vino de la provincia de Córdoba), que se destaca por la producción de vinos varietales y orgánicos, elaborados con uvas propias, la cual se puede visitar durante prácticamente todo el año, una granja que produce miel de forma artesanal y cuenta con colmenas de vidrio para demostración. Bajando desde la montaña, aparece el arroyo ¨Los Molles¨, otro sitio muy agradable de la zona.
La localidad cuenta con muy buenas propuestas de hospedajes, todas ellas de estilo rústico, sin dejar de lado la comodidad y el servicio.

## Población
Cuenta con 264 habitantes (Indec, 2010), lo que representa un incremento del 42% frente a los 186 habitantes (Indec, 2001) del censo anterior.
| Gráfica de evolución demográfica de Los Molles entre 1991 y 2010 |
|                                                                  |
| Fuente: Censos nacionales del INDEC                              |